# کویچی هاشیموتو (بازیکن فوتبال)
کویچی هاشیموتو (ژاپنی: 橋本 幸一؛ زادهٔ ۱۳ ژانویهٔ ۱۹۶۹) یک بازیکن فوتبال اهل ژاپن است.
از باشگاه‌هایی که در آن بازی کرده‌است می‌توان به باشگاه فوتبال کاشیوا ریسول اشاره کرد.